# Кам'янський район
Кам'янський район — район у Дніпропетровській області України. Адміністративний центр — місто Кам'янське. Камʼянська районна рада https://www.facebook.com/kamrrada https://kamrada.dp.gov.ua/
Площа території — 4818,2 км², населення — 434 898 осіб (2020).

## Географія
Район розташований у північно-західній частині області. на заході межує з Олександрійським районом, на півночі з Полтавським районом, на сході з Дніпровським районом на півдні з Криворізьким районом.
Річки: Дніпро, Суха Сура, Балка Воскобойникова, Балка Жаб'яча, Балка Орлова.

## Історія
Утворений 19 липня 2020 року в рамках адміністративної реформи відповідно до Постанови Верховної Ради України від 17 липня 2020 року № 807-IX «Про утворення та ліквідацію районів».

## Громади району
До складу району увійшли:
- Міські:
  - Верхівцевська
  - Вільногірська
  - Верхньодніпровська
  - Жовтоводська
  - Кам'янська
  - П'ятихатська
- Селищні:
  - Божедарівська
  - Вишнівська
  - Криничанська
  - Лихівська
- Сільські:
  - Затишнянська
  - Саксаганська

## Передісторія земель району
До 2020 року територія району входила до складу Верхньодніпровського, Криничанського, П'ятихатського районів та Вільногірської, Жовтоводської, Кам'янської міських рад Дніпропетровської області.

## Відомі люди
- Єрофєєв Макар Володимирович (†) — старший лейтенант. Герой України, посмертно (2024).[4][5]